# Geneva Open 2023
Giải quần vợt Geneva Mở rộng 2023 (được tài trợ bởi Gonet) là một giải quần vợt nam thi đấu trên mặt sân đất nện ngoài trời. Đây là lần thứ 20 Giải quần vợt Geneva Mở rộng được tổ chức và là một phần của ATP Tour 250 trong ATP Tour 2023. Giải đấu diễn ra tại Tennis Club de Genève ở Geneva, Thụy Sĩ, từ ngày 21 đến ngày 27 tháng 5 năm 2023.

## Điểm và tiền thưởng

### Phân phối điểm
| Sự kiện | VĐ  | CK  | BK | TK | Vòng 1/16 | Vòng 1/32 | Q  | Q2 | Q1 |
| Đơn     | 250 | 150 | 90 | 45 | 20        | 0         | 12 | 6  | 0  |
| Đôi     | 250 | 150 | 90 | 45 | 0         | —         | —  | —  | —  |

### Tiền thưởng
| Sự kiện | VĐ      | CK      | BK      | TK      | Vòng 1/16 | Vòng 1/32 | Q2     | Q1     |
| Đơn     | €85,605 | €49,940 | €29,355 | €17,010 | €9,880    | €6,035    | €3,020 | €1,645 |
| Đôi*    | €29,740 | €15,910 | €9,330  | €5,220  | €3,070    | —         | —      | —      |

*mỗi đội

## Nội dung đơn

### Hạt giống
| Quốc gia | Tay vợt                 | Xếp hạng1 | Hạt giống |
| -------- | ----------------------- | --------- | --------- |
| NOR      | Casper Ruud             | 4         | 1         |
| USA      | Taylor Fritz            | 9         | 2         |
| GER      | Alexander Zverev        | 22        | 3         |
| BUL      | Grigor Dimitrov         | 33        | 4         |
| USA      | Ben Shelton             | 35        | 5         |
| NED      | Tallon Griekspoor       | 36        | 6         |
| ESP      | Bernabé Zapata Miralles | 38        | 7         |
| FRA      | Adrian Mannarino        | 45        | 8         |

- Bảng xếp hạng vào ngày 8 tháng 5 năm 2023.[2]

### Vận động viên khác
Đặc cách:
- Grigor Dimitrov
- Benoît Paire
- Alexander Zverev

Bảo toàn thứ hạng:
- Hugo Dellien
- Guido Pella

Vượt qua vòng loại:
- Daniel Rincón
- Vitaliy Sachko
- Nino Serdarušić
- Stefano Travaglia

### Rút lui
- John Isner → thay thế bởi  Hugo Dellien
- Constant Lestienne → thay thế bởi  Christopher Eubanks
- Denis Shapovalov → thay thế bởi  Guido Pella
- Jan-Lennard Struff → thay thế bởi  Marco Cecchinato
- Botic van de Zandschulp → thay thế bởi  Marc-Andrea Hüsler

## Nội dung đôi

### Hạt giống
| Quốc gia | Tay vợt           | Quốc gia | Tay vợt           | Xếp hạng1 | Hạt giống |
| -------- | ----------------- | -------- | ----------------- | --------- | --------- |
| ESA      | Marcelo Arévalo   | NED      | Jean-Julien Rojer | 14        | 1         |
| CRO      | Nikola Mektić     | CRO      | Mate Pavić        | 19        | 2         |
| ESP      | Marcel Granollers | ARG      | Horacio Zeballos  | 49        | 3         |
| GBR      | Jamie Murray      | NZL      | Michael Venus     | 58        | 4         |

- Bảng xếp hạng vào ngày 8 tháng 5 năm 2023.

### Vận động viên khác
Đặc cách:
- Arthur Cazaux /  Benoît Paire
- Ivan Sabanov /  Matej Sabanov

### Rút lui
- Rohan Bopanna /  Matthew Ebden → thay thế bởi  Hugo Dellien /  Guido Pella
- Tallon Griekspoor /  Aleksandr Nedovyesov → thay thế bởi  Diego Hidalgo /  Ben Shelton
- Nathaniel Lammons /  Jackson Withrow → thay thế bởi  Nikola Ćaćić /  Nathaniel Lammons
- Hugo Nys /  Jan Zieliński → thay thế bởi  Ariel Behar /  Marcelo Demoliner

## Nhà vô địch

### Đơn
- Nicolás Jarry đánh bại  Grigor Dimitrov, 7–6(7–1), 6–1

### Đôi
- Jamie Murray /  Michael Venus đánh bại  Marcel Granollers /  Horacio Zeballos, 7–6(8–6), 7–6(7–3)